# Kuwait Airways
Kuwait Airways (arabisch الخطوط الجوية الكويتية, DMG al-ḫuṭūṭ al-ǧawwiyya al-kuwaitiyya) ist die nationale Fluggesellschaft Kuwaits mit Sitz in Kuwait und Basis auf dem Flughafen Kuwait. Sie ist Mitglied der Arab Air Carriers Organization.

## Geschichte

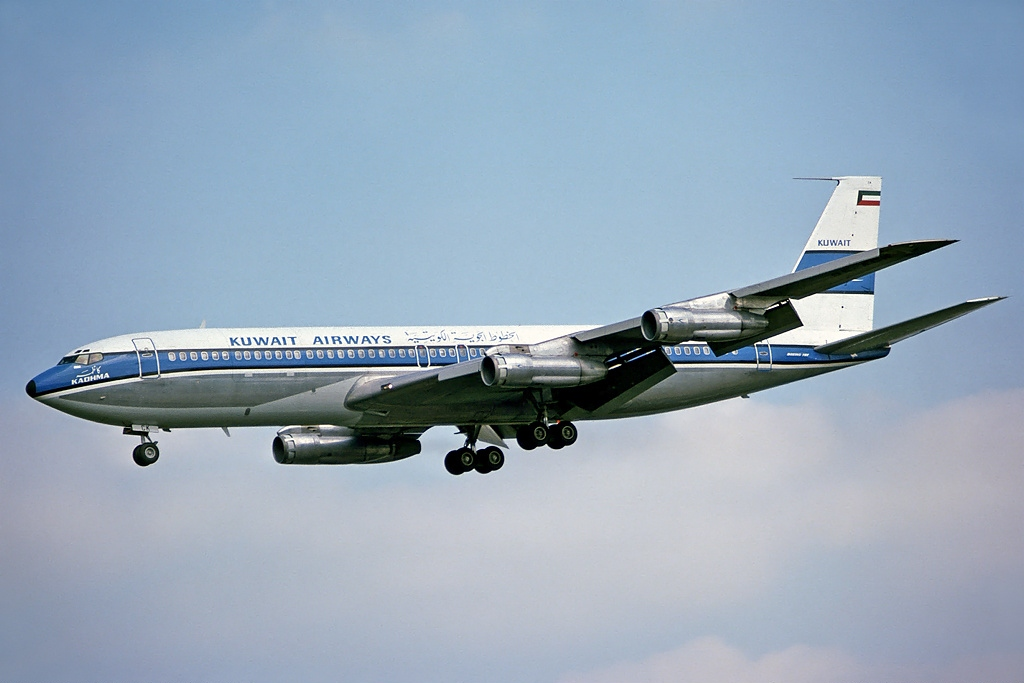
Boeing 707-300 der Kuwait Airways im Jahr 1978

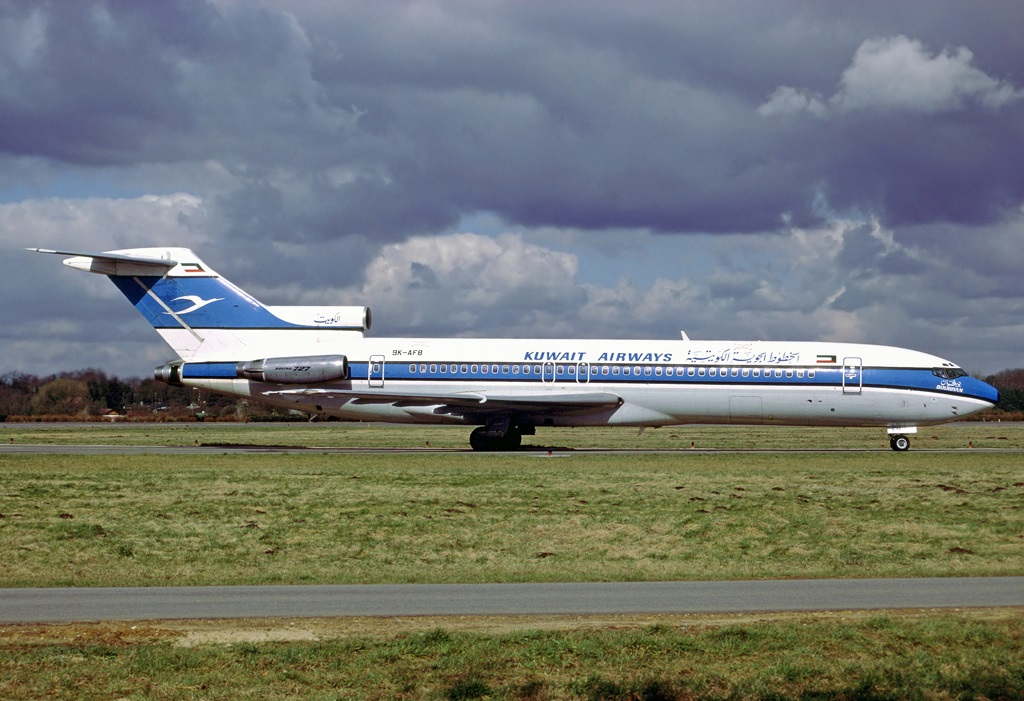
Boeing 727-200 der Kuwait Airways, Hamburg 1989

Kuwait Airways wurde aus einer Idee zweier kuwaitischer Geschäftsleute geboren. Gegründet wurde sie im März 1954 als erste staatliche Fluggesellschaft der Golfregion und nahm ihren Betrieb am 16. März 1954 unter dem Namen Kuwait National Airways auf. Der heutige Name wurde bereits 1958 angenommen, als auch eine Modernisierung der Flotte vorgenommen wurde.
In den 1970er Jahren weitete Kuwait Airways ihr Streckennetz im Nahen Osten aus.
Die Gesellschaft wurde schwer von der irakischen Invasion im zweiten Golfkrieg 1991 getroffen. Während Kuwait besetzt war, wich man mit dem Flugbetrieb nach Bahrain aus. Nach Kriegsende wurde die Flotte neu zusammengestellt. Allerdings schrieb die Gesellschaft jedes Jahr Verluste, bis im Jahr 2000 endlich ein Gewinn verzeichnet werden konnte.
Am 29. August 2007 gab der kuwaitische Leasinggeber ALAFCO bekannt, dass die Regierung die Vorverträge über sieben Airbus A320-200 und zwölf Boeing 787-8 nicht unterschrieben hat und somit diese ursprünglich bestellten Flugzeuge nicht an Kuwait Airways ausgeliefert werden. Im September 2013 wurde bekannt, dass eine weitere nur wenige Wochen zuvor erfolgte Bestellung über 15 Airbus A320neo und zehn Airbus A350-900 ebenfalls wieder zur Disposition steht. Kuwait Airways gilt nach wie vor als defizitär und die Flotte teilweise als überaltert, so wurde beispielsweise noch das im Passagierdienst mittlerweile seltene Muster Airbus A300 betrieben.
Zur Verjüngung der Flotte wurden zuerst sieben Airbus A320-200 und fünf A330-200 geleast. Am 6. Dezember 2016 wurde zudem die erste von zehn bestellten Boeing 777-300ER an Kuwait Airways ausgeliefert. Zugleich wurde eine neue Corporate Identity eingeführt.

## Flugziele

Ziele der Kuwait Airways

Kuwait Airways führt von Kuwait Linienflüge in den Nahen, Mittleren und Fernen Osten sowie nach Afrika, Europa und Nordamerika durch.
Im deutschsprachigen Raum werden Frankfurt und München in Deutschland, Wien in Österreich sowie Genf in der Schweiz angeflogen.

## Flotte

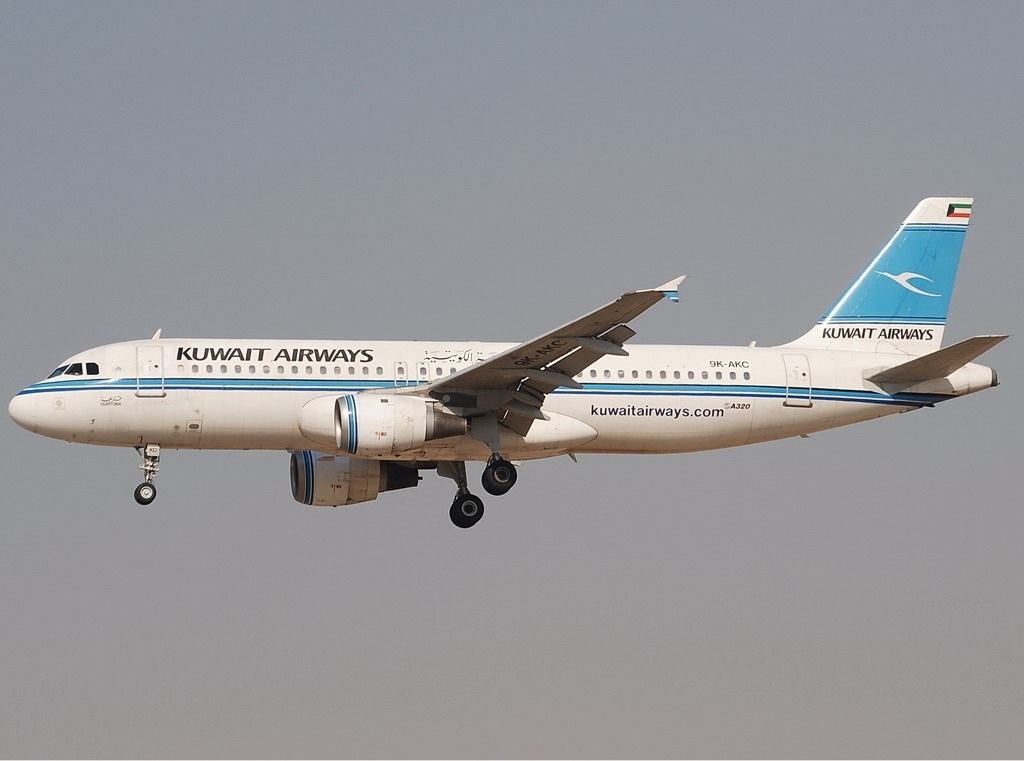
Airbus A320-200 der Kuwait Airways

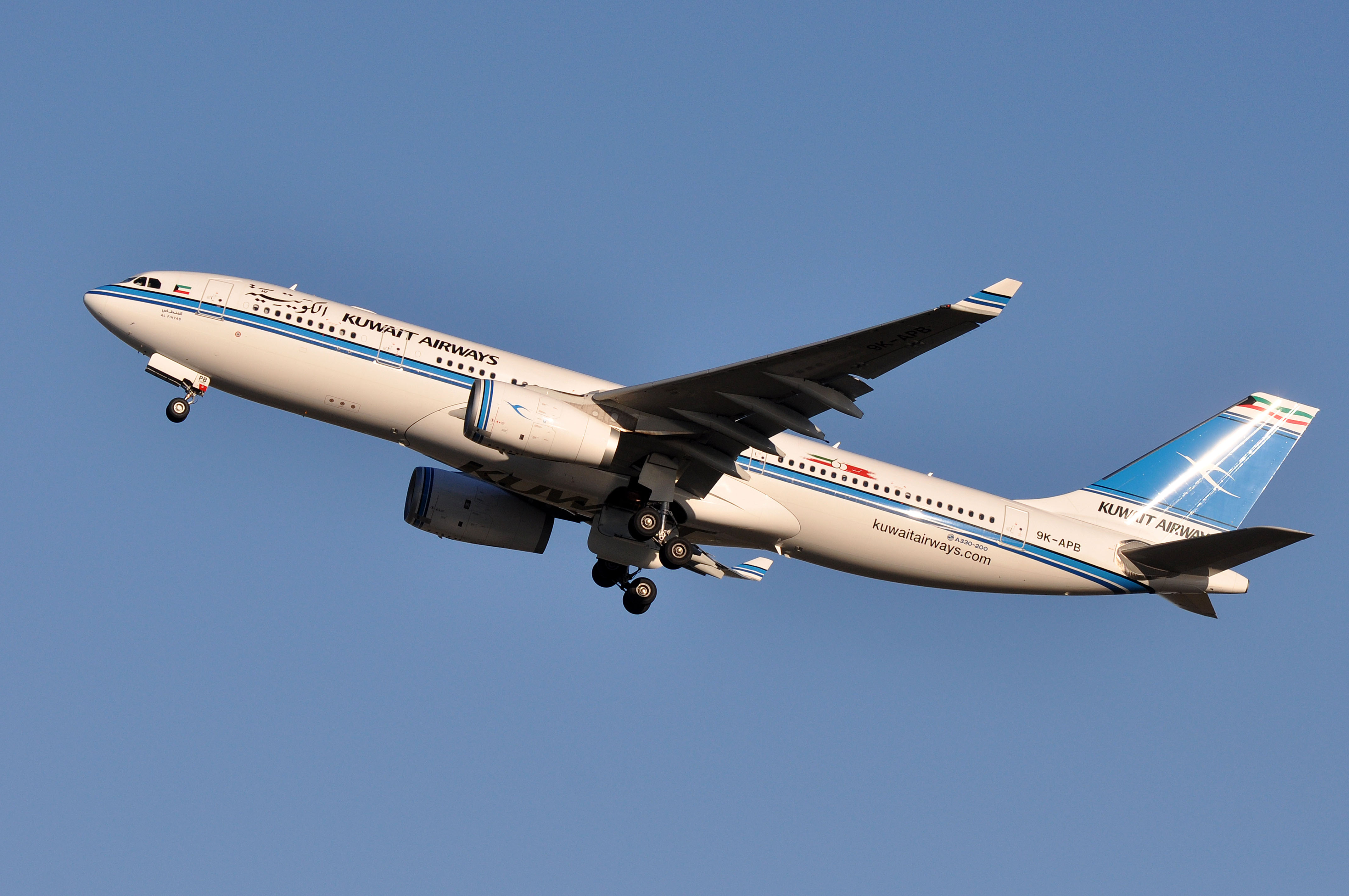
Airbus A330-200 der Kuwait Airways

### Aktuelle Flotte
Mit Stand Mai 2025 besteht die Flotte der Kuwait Airways aus 26 Flugzeugen mit einem Durchschnittsalter von 5,2 Jahren:
| Flugzeugtyp      | Anzahl | bestellt | Anmerkungen                                                          | Sitzplätze (First/Business/Eco+/Eco) | Durchschnittsalter |
| ---------------- | ------ | -------- | -------------------------------------------------------------------- | ------------------------------------ | ------------------ |
| Airbus A320neo   | 09     | 0        | einer inaktiv; Bestellung wurde 2022 auf insgesamt 9 reduziert.      | 134 (–/–/12/122)                     | 4,2 Jahre          |
| Airbus A321neo   | 01     | 08       |                                                                      | 166 (–/16/–/150)                     | 0,1 Jahre          |
| Airbus A330-800  | 04     |          | Bestellung wurde 2022 von 8 auf 4 reduziert.                         | 235 (–/–/32/203)                     | 4,0 Jahre          |
| Airbus A330-900  | 02     | 05       |                                                                      | 256 (–/32/21/203)                    | 0,3 Jahre          |
| Airbus A350-900  |        | 02       | Von ursprünglich 10 Bestellungen auf 5 und nochmals auf 2 reduziert. | – offen –                            |                    |
| Boeing 777-300ER | 10     |          |                                                                      | 334 (8/36/54/236)                    | 8,2 Jahre          |
| Gesamt           | 26     | 15       |                                                                      |                                      | 5,2 Jahre          |

### Ehemalige Flugzeugtypen

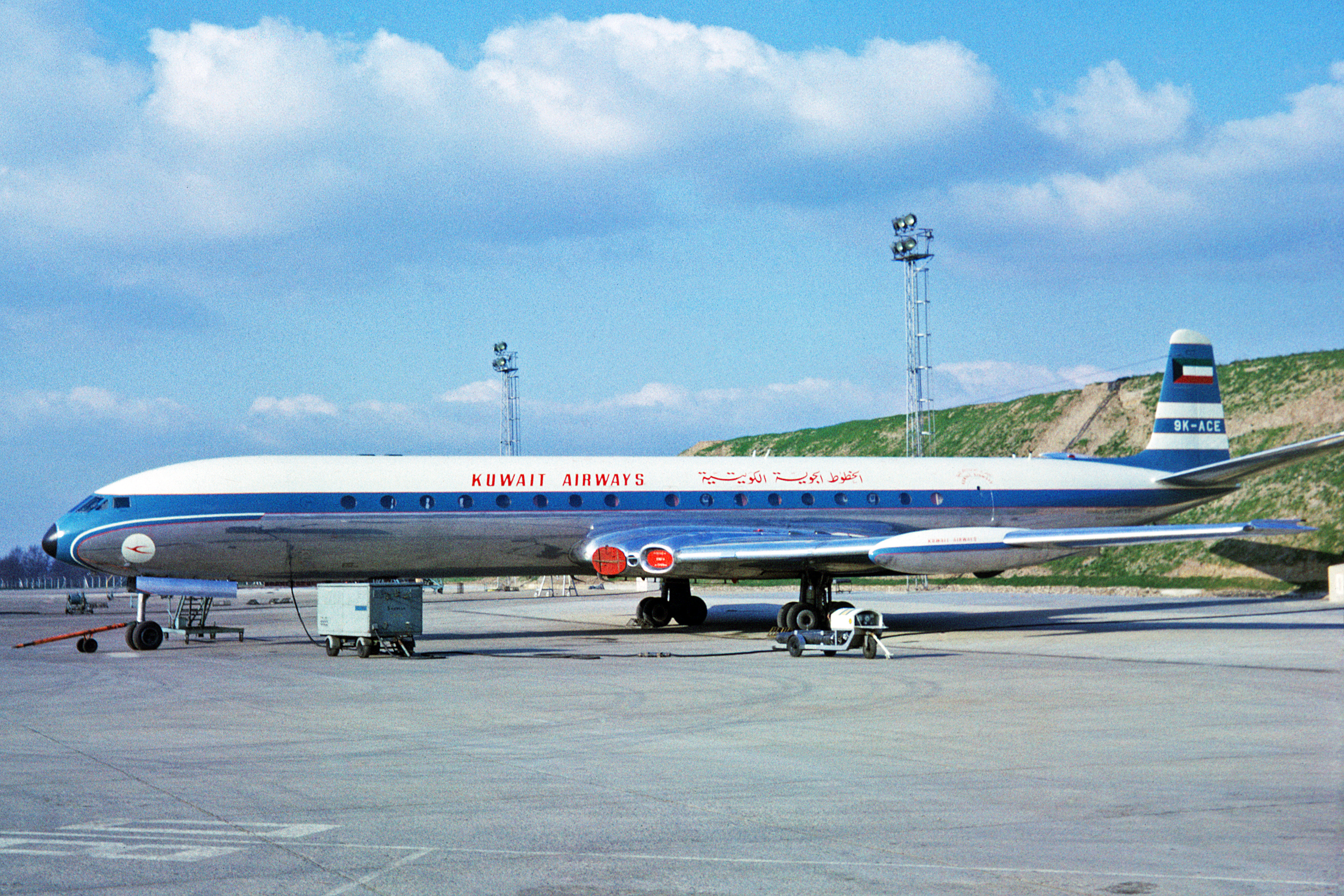
De Havilland Comet 4C der Kuwait Airways im Jahr 1964

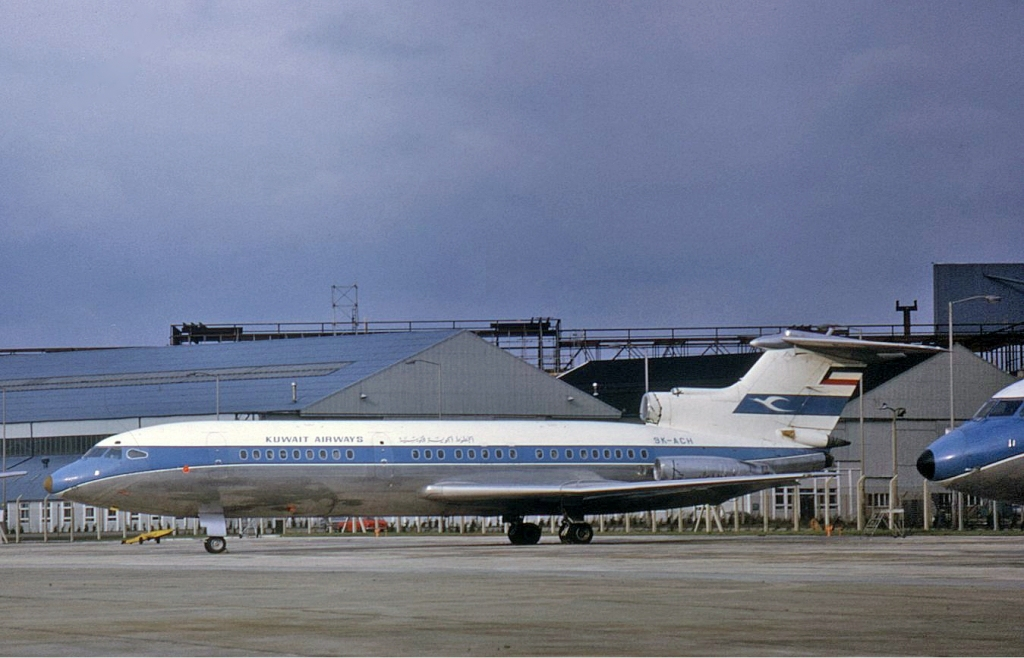
Hawker Siddeley Trident 1C der Kuwait Airways im Jahr 1974

In der Vergangenheit betrieb Kuwait Airways auch folgende Flugzeugtypen:
- Airbus A300B4-100/200/600(R)
- Airbus A310-200/300
- Airbus A320-200
- Airbus A330-200
- Airbus A340-300[8]
- Avro York
- Boeing 707
- Boeing 727
- Boeing 737-200
- Boeing 747-200
- Boeing 747-400M
- Boeing 767-200/200ER
- de Havilland Comet 4C
- Douglas DC-3
- Douglas DC-6
- Douglas DC-8
- McDonnell Douglas DC-10[8]
- Hawker Siddeley Trident
- Lockheed L-1329 JetStar
- Scottish Aviation Twin Pioneer
- Vickers Viscount

## Zwischenfälle
Kuwait Airways verzeichnet in ihrer Geschichte keine Todesopfer durch Unfälle, jedoch waren bei zwei Flugzeugentführungen in den 1980er-Jahren Opfer zu beklagen:
- Am 18. Februar 1956 wurde eine Douglas DC-3/C-47B-10-DK der britischen Hunting-Clan Air Transport (Luftfahrzeugkennzeichen G-AMSL), die für Kuwait National Airways betrieben wurde, auf dem Flugplatz Dukhan (Qatar) irreparabel beschädigt. Über Personenschäden ist nichts bekannt.[15][16][17][18]
- Am 6. April 1962 kam es auf einem Frachtflug der Kuwait Airways bei einer Avro York C.1 aufgrund einer Fehlfunktion des Fahrwerks zu einer Bruchlandung auf dem Flughafen Lahore. Die Maschine mit dem Luftfahrzeugkennzeichen OD-ACN war von Trans Mediterranean Airways gemietet. Alle drei Besatzungsmitglieder überlebten; das Flugzeug war aber irreparabel beschädigt.[19]
- Am 4. Dezember 1984 wurde ein Airbus A300C4-600 mit dem Luftfahrzeugkennzeichen 9K-AHG auf dem Weg von Dubai nach Karatschi von vier Geiselnehmern entführt und zur Landung in Teheran gezwungen. Die Maschine wurde nach sechs Tagen schließlich von iranischen Sicherheitskräften gestürmt und die verbliebenen, nicht schon zuvor freigelassenen Geiseln befreit. Bereits zuvor wurden jedoch zwei US-amerikanische Geiseln an Bord von den Entführern getötet.[20]
- Am 5. April 1988 wurde eine Boeing 747-200 mit dem Luftfahrzeugkennzeichen 9K-ADB auf dem Weg von Bangkok nach Kuwait ebenfalls entführt. Die neun Geiselnehmer erzwangen zunächst eine Landung in Maschhad im Iran, die Maschine sollte dann jedoch weiter nach Larnaka auf Zypern fliegen, wo zwei der Geiseln als Druckmittel getötet wurden. Nach einem Weiterflug nach Algier einige Tage später gaben die Entführer schließlich auf.[21]
- Während der gewaltsamen Eroberung Kuwaits durch den Irak im Zweiten Golfkrieg waren durch irakische Besatzungstruppen mindestens zehn Flugzeuge der Kuwait Airways gestohlen und in den Irak verbracht worden. Es handelte sich um drei Airbus A300, fünf A310 sowie zwei Boeing 767. Die 767 (9K-AIB, 9K-AIB) wurden am 17. November 1990 zum Flughafen Mossul geflogen, ebenso wie später die beiden Airbus A300 (9K-AHF, 9K-AHG). Zwischen Ende Januar und Anfang Februar 1991 wurden diese vier Flugzeuge bei Bombenangriffen der UN-Truppen zerstört.[22]

## Diskriminierung
Israelische Staatsbürger werden von Kuwait Airways nicht transportiert. Arabische Israelis protestieren gegen diese Praxis, da auch sie betroffen sind.
- Das US-Verkehrsministerium rügte die Gesellschaft im Jahr 2015 öffentlich für die Diskriminierung eines jüdischen israelischen Staatsbürgers, der einen Flug von London nach New York buchen wollte. Er wurde mit der Begründung, dass sein Pass in Kuwait nicht anerkannt sei, abgewiesen.[24] Eine entsprechende Klage des betroffenen Passagiers wurde durch ein US-Gericht bestätigt. Die Fluggesellschaft reagierte mit einer Gegenklage. Anstelle einer Änderung stellte die Gesellschaft ihren zweiten Flug nach New York City via London ein.[25]
- Kuwait Airways hat ebenfalls den Ticketverkauf für innereuropäische Flüge eingestellt. Beim Schweizer Bundesamt für Zivilluftfahrt (BAZL) ist eine Beschwerde eines israelischen Passagiers anhängig, dem Kuwait Airways, mutmaßlich aufgrund seiner Nationalität, kein Ticket für einen Flug von Genf nach Frankfurt ausstellte. Kuwait Airways beruft sich darauf, mit der Ticketpolitik kuwaitisches Recht umzusetzen, das ihr jedwede geschäftliche Beziehung zu Organisationen, Bürgern oder Einwohnern Israels verbiete.[26]
- Einem in Deutschland lebenden Israeli wurde ein online gebuchtes Ticket gekündigt, mit dem Verweis, dass bei dem Flug von Frankfurt nach Bangkok ein Zwischenstopp in Kuwait erfolge und nach kuwaitischem Recht Israelis das Territorium des Landes nicht betreten dürfen.[27] Das Landgericht Frankfurt am Main wies die Klage ab mit der Begründung, dass es Kuwait Airways nicht zuzumuten sei, gegen das Einheitsgesetz zum Israel-Boykott zu verstoßen. Dieses Gesetz drohe Zuwiderhandelnden mit Gefängnis, harter Arbeit oder Geldstrafen.[28] Politiker drohten der Fluggesellschaft mit dem Entzug der Landerechte.[29] Die Berufung vor dem OLG Frankfurt bestätigte am 25. September 2018 das erstinstanzliche Urteil.[30][31] Das Auswärtige Amt ist inzwischen gegenüber den kuwaitischen Stellen vorstellig geworden.[32] Das Bundesverkehrsministerium prüft rechtliche Schritte.[33]
- Kuwait Airways zahlte im August 2018 einer Israelin eine Entschädigung, die aufgrund ihrer Nationalität im November 2017 für einen Flug von London-Heathrow nach Bangkok gesperrt wurde. Der Vorgang wurde von einer Überwachungskamera auf dem Flughafen aufgenommen. Die Ablehnung eines öffentlichen Dienstes für eine Person wegen ihrer Nationalität ist nach britischem Recht verboten.[34]